# Marie Louise von Schleswig-Holstein-Sonderburg-Augustenburg

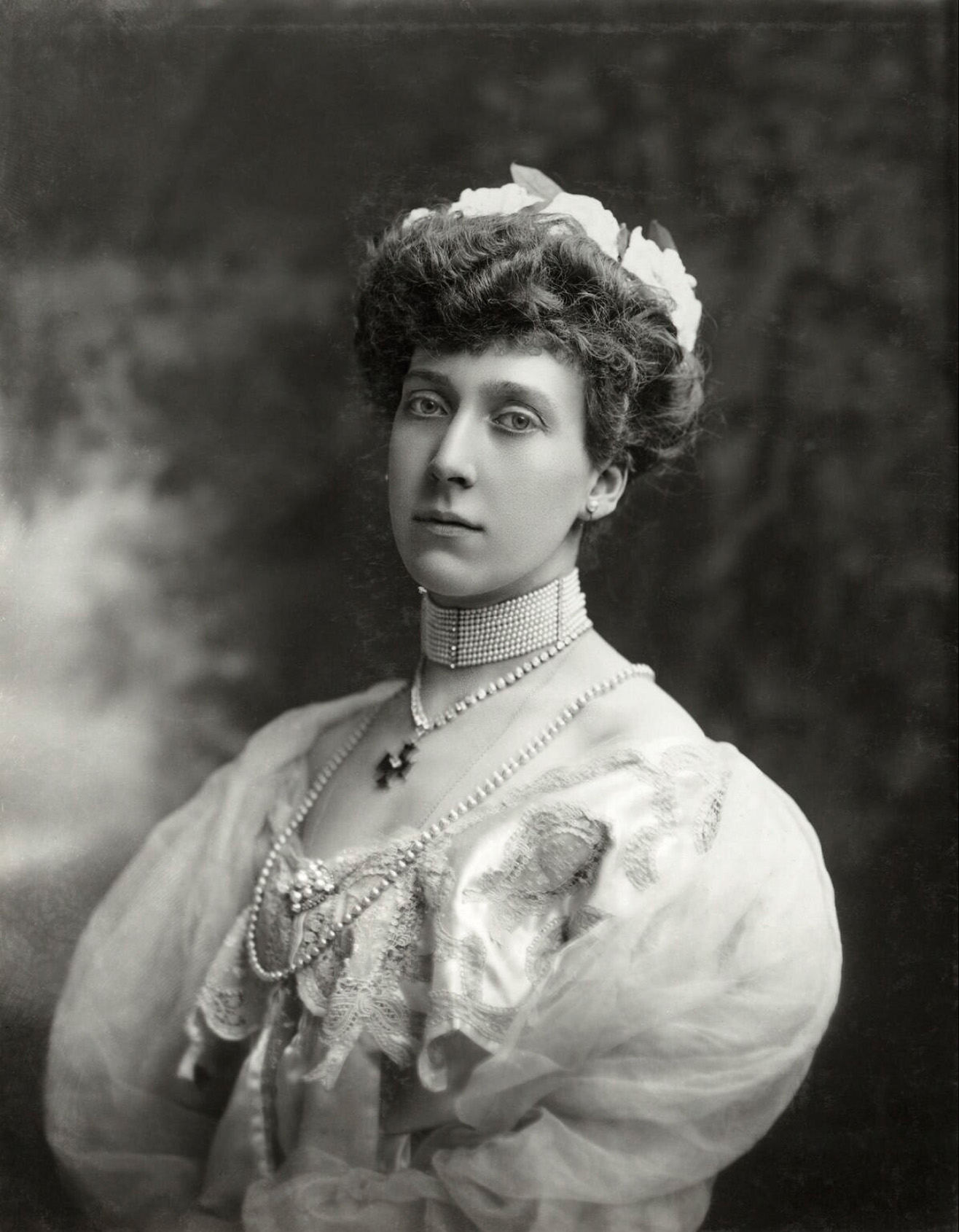
Marie Louise von Schleswig-Holstein (1910)

Prinzessin Marie Louise, mit vollem Namen Franziska Josepha Louise Augusta Marie Christina Helena von Schleswig-Holstein-Sonderburg-Augustenburg VA, GBE, GCVO, CI (* 12. August 1872 auf Cumberland Lodge, Windsor, Berkshire; † 8. Dezember 1956 in London) war ein Mitglied der erweiterten britischen königlichen Familie.

## Kindheit und Jugend

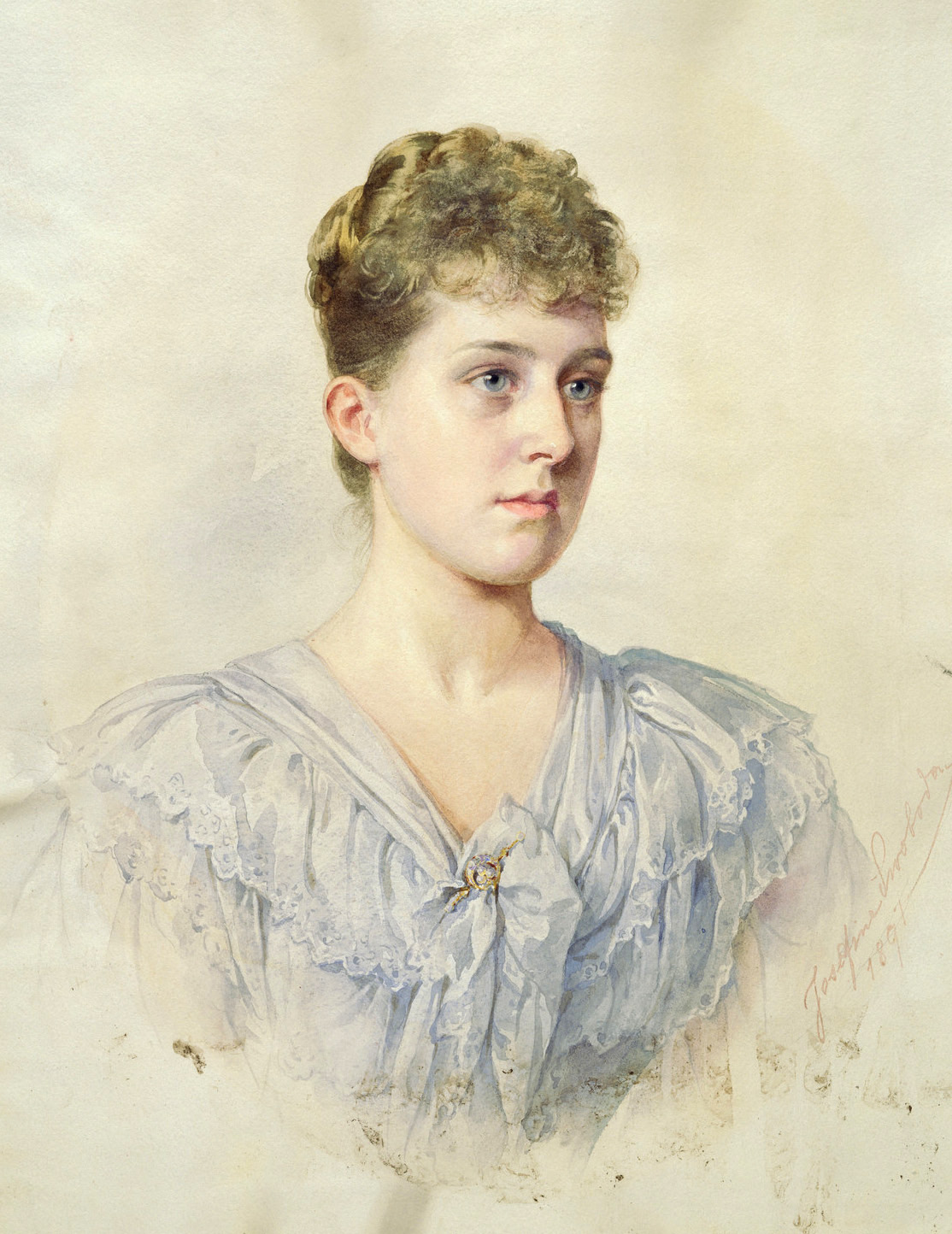
Prinzessin Marie Louise als junges Mädchen um 1890, Porträt von Josefine Swoboda

Prinzessin Marie Louise wurde am 12. August 1872 auf Cumberland Lodge in Windsor, der Residenz ihrer Eltern Prinz Christian von Schleswig-Holstein-Sonderburg-Augustenburg (1831–1917) und Prinzessin Helena von Großbritannien und Irland (1846–1923) als deren viertes Kind und zweite Tochter, geboren. Ihre Mutter Prinzessin Helena war das fünfte der neun Kinder Königin Victorias von Großbritannien und Irland und deren Prinzgemahl Albert von Sachsen-Coburg und Gotha, Prinz Christian war Sohn des Herzogs Christian August von Schleswig-Holstein-Sonderburg-Augustenburg und der Gräfin Louisa-Sophie Danneskjold-Samsøe. Am 18. September 1872 wurde die Prinzessin auf den Namen Franziska Josepha Louise Augusta Marie Christina Helena getauft, war aber formal als Marie Louise bekannt. Ihre Paten waren Kaiser Franz Joseph von Österreich-Ungarn und Königin Marie von Hannover.

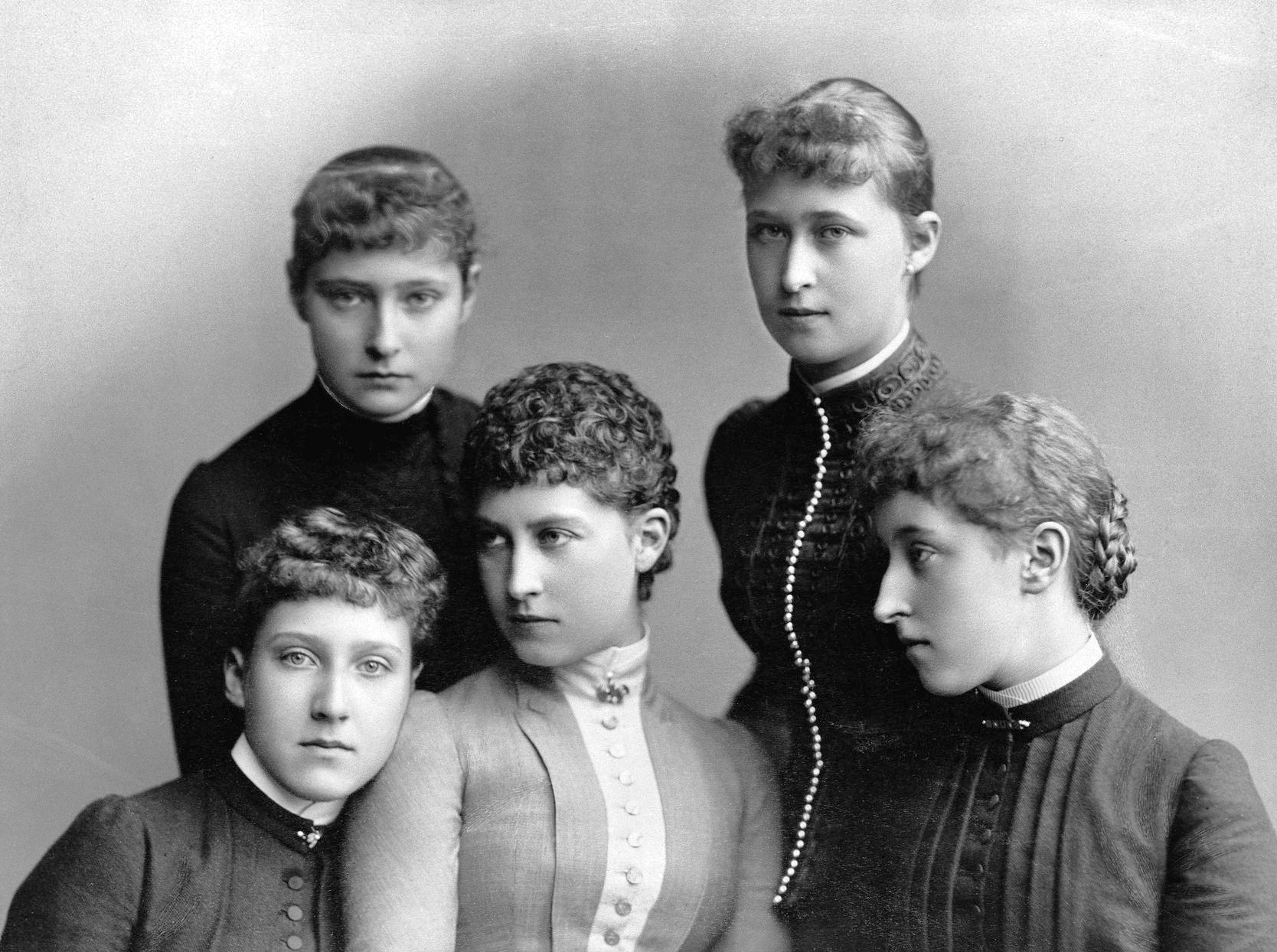
Von links nach rechts, hintere Reihe: Alix von Hessen-Darmstadt und Irene von Hessen-Darmstadt. Vordere Reihe: Marie Louise von Schleswig-Holstein, Charlotte von Preußen und Helena Victoria von Schleswig-Holstein (1885)

Marie Louise, deren Spitzname in der Familie Louie lautete, verlebte eine glückliche Kindheit und wuchs mit ihren drei älteren Geschwistern Christian Victor, Albert und Helena Victoria vornehmlich auf Cumberland Lodge auf. Im Allgemeinen führte die Familie ein ruhiges Leben, Prinzessin Helena widmete sich als Privatsekretärin ihrer Mutter Königin Victoria deren Korrespondenzen und Schreibarbeiten, während Prinz Christian die Aufsicht über die königlichen Gärten von Windsor Castle führte. Marie Louise und ihre Schwester Helena Victoria erhielten Privatunterricht durch eine französische Gouvernante. Ihre Mutter legte dennoch besonderen Wert auf eine schlichte Erziehung ohne allzu viele Privilegien. Die Prinzessinnen wurden zur Bescheidenheit angehalten, erledigten Tätigkeiten wie Mithilfe im Haushalt und das Säubern ihrer Räume selbst und trugen einfache Kleidung. Die Gouvernante erteilte ihnen Unterricht in Französisch, höfischen Tugenden und Musik, während Prinz Christian seine Töchter in Deutsch unterrichtete. Prinzessin Helena war karitativ tätig und Verfechterin der Krankenpflege. Sie nahm ihre Töchter des Öfteren mit zu Besuchen in Krankenhäusern und auf Wohltätigkeitsbasaren und brachte ihnen die Grundlage sozialer und medizinischer Arbeit näher. Marie Louise und Helena Victoria unterstützten später eine Vielzahl karitativer Organisationen wie das Princess Christian’s Nursing Home nahe Windsor, das von ihrer Mutter gegründet wurde.
In ihrer Jugend besuchte Marie Louise häufig ihre Großmutter König Victoria. Sie pflegte sehr gute Beziehungen zu vielen ihrer in England oder im Ausland lebenden Cousins und Cousinen, speziell zu den Kindern ihrer Tante Prinzessin Alice. Mit ihrer gleichaltrigen Cousine Prinzessin Alix von Hessen-Darmstadt, der späteren Ehefrau von Zar Nikolaus II. von Russland, verband sie eine enge Freundschaft. Marie Louise schrieb dazu, dass Alix und sie „mehr wie Schwestern als Cousinen“ gewesen seien. Gemeinsam mit Helena Victoria und Alix war sie 1885 als Brautjungfer auf der Hochzeit ihrer Tante Prinzessin Beatrice und Prinz Heinrich Moritz von Battenberg tätig. Marie Louise wurde als intelligent und aufgrund ihrer schlanken Statur und ihrer blauen Augen als auffallend anmutig beschrieben.

## Heirat und Eheleben
Als Enkeltochter der britischen Königin mangelte es Marie Louise nicht an möglichen Heiratskandidaten. Kronprinz Ferdinand von Rumänien zeigte Interesse an ihr, doch sie erwiderte seine Gefühle nicht. 1890 reiste Marie Louise nach Berlin, um der Hochzeit ihrer Cousine Prinzessin Viktoria von Preußen beizuwohnen. Während der Feierlichkeiten lernte sie Prinz Aribert von Anhalt (1864–1933), den vierten Sohn von Herzog Friedrich I. von Anhalt und Prinzessin Antoinette von Sachsen-Altenburg, kennen und verliebte sich schließlich in ihn. Über Aribert schrieb sie später:

„Er war sehr groß und gutaussehend und eine auffällige Persönlichkeit und ich nehme an, für ein junges Mädchen von achtzehn Jahren war er das schöne Ideal eines Kavallerieoffiziers. Ich kann ohne zu zögern sagen, dass ich völlig seinem Charme verfallen bin – mit anderen Worten, ich habe mich verliebt. Er schenkte mir viel Aufmerksamkeit, was mir sowohl schmeichelte als auch verwirrte.“

Ihr Cousin Kaiser Wilhelm II. war maßgeblich an der Schaffung ihrer Verbindung beteiligt. Aribert galt als freundlicher Mensch, und bereits im Dezember 1890 wurde die Verlobung des Paares im Neuen Palais in Potsdam bekanntgegeben. Marie Louises Eltern begrüßten diese, auch Ariberts Eltern nahmen Marie Louise herzlich in ihre Familie auf, während sich Königin Victoria angesichts der Schnelligkeit der Verlobung verwundert zeigte.

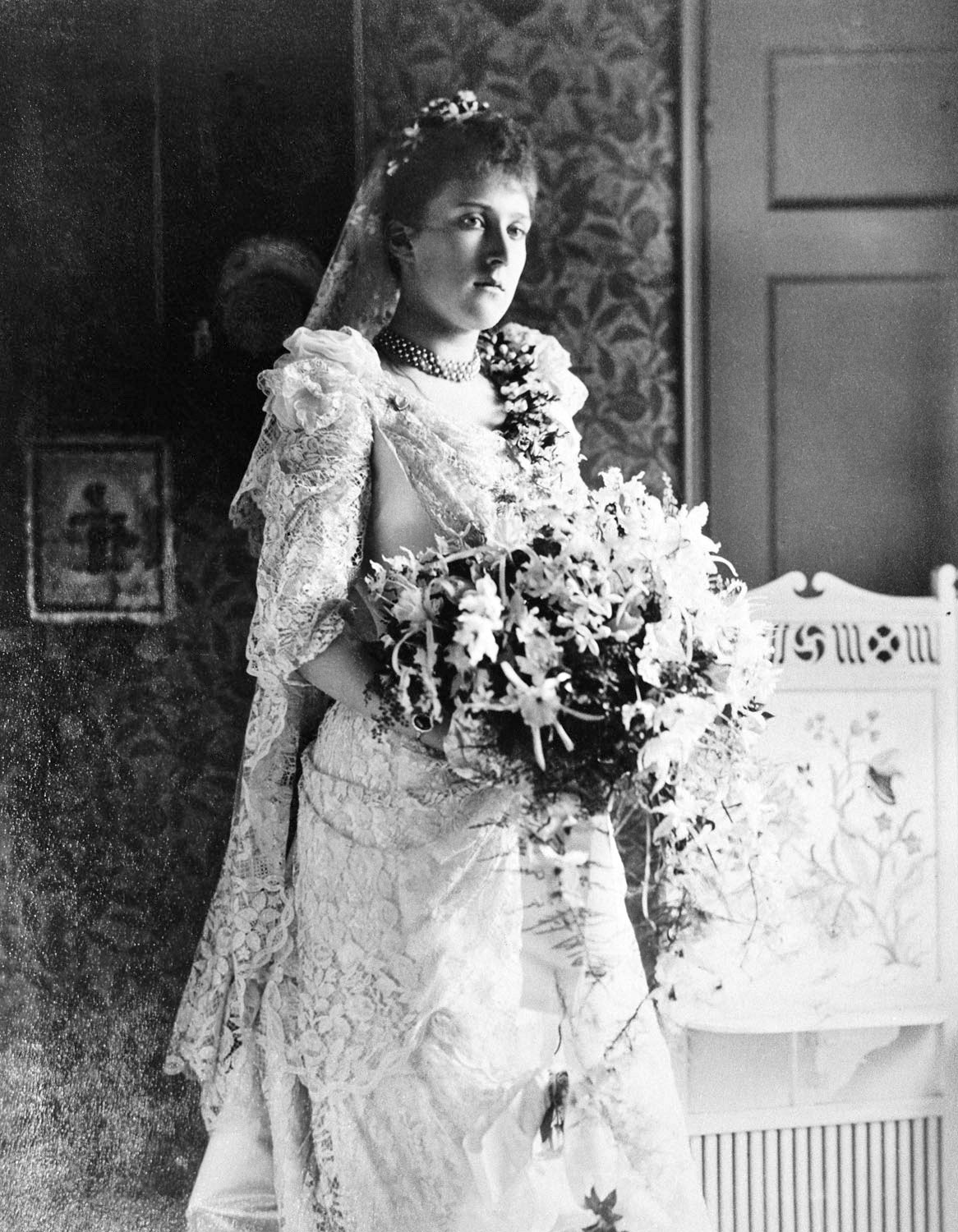
Marie Louise in ihrem Hochzeitskleid (6. Juli 1891)

Am 6. Juli 1891 heirateten Aribert und Marie Louise in der St George’s Chapel auf dem Gelände von Windsor Castle in Anwesenheit Königin Victorias, des deutschen Kaisers, der zugleich als Trauzeuge fungierte, der Kaiserin Auguste Victoria und der britischen Königsfamilie. Die Flitterwochen verbrachten sie zunächst für einige Tage auf Cumberland Lodge, bevor sie weiter in die Niederlande und Bayreuth reisten. In Bayreuth machte Marie Louise Bekanntschaft mit Richard Wagners Witwe Cosima Wagner, die sie in die Werke ihres Mannes einführte. Im Herbst kehrte die Vermählten nach Deutschland zurück und zogen nach Dessau, wo Aribert und Marie Louise sich wohnlich einrichteten. Marie Louise fühlte sich dort aufgrund der steifen Hofetikette nicht wohl, sodass sie später nach Berlin zogen, wo Aribert ein Anwesen besaß.
Nach kurzer Zeit offenbarten sich erste Schwierigkeiten in der Ehe. Früh wurde deutlich, dass das Ehepaar kaum gemeinsame Vorlieben und Aktivitäten miteinander teilte. Aribert und Marie Louise verbrachten selten Zeit miteinander, teilweise sah das Paar einander für mehrere Tage nicht, obwohl es sich im selben Haus aufhielt. Zudem zeigte Aribert mehr Interesse an seinen militärischen Pflichten als an seiner Frau und ließ sie oft allein. Schließlich zog er die Gesellschaft seiner Mitsoldaten mehr als die Marie Louises vor.
Marie Louise, gelangweilt und eingeschnürt in den strengen Konventionen des Dessauer Hofes, kam zu der Erkenntnis, dass Aribert sie nur geheiratet hatte, um seine Homosexualität zu verbergen und seinen Ruf zu schützen. Außerdem hatte er als jüngster Sohn seines Vaters kaum Aussichten das Herzogtum oder das beträchtliche Vermögen zu erben. Die Ehe mit einem Mitglied des britischen Hochadels, die zu erwartende Mitgift und Verbindungen zu elitären Kreisen erschienen für ihn daher attraktiv. In der Folgezeit entfremdeten sich beide Ehepartner immer mehr voneinander, Aribert weilte überwiegend in Berlin, Marie Louise sah ihn gelegentlich nur noch zu sporadisch stattfindenden Dinners. Dazu äußerte sich Marie Louise wie folgend: „Ich war nicht erwünscht, meine Anwesenheit war für ihn lästig, und wir waren zwei völlig Fremde, die unter demselben Dach lebten. Wir haben uns gelegentlich beim Essen getroffen, wenn wir Gäste hatten, es konnten Tage vergehen, ohne dass wir uns überhaupt sahen – und von dem begeisterten Mädchen von achtzehn Jahren wurde ich zu einer desillusionierten Frau.“
Marie Louise befand sich im Dezember 1900 gerade auf einer Erholungsreise in den Vereinigten Staaten und Kanada, als sie ein Telegramm von ihrem Schwiegervater erhielt, der sie aufforderte, unverzüglich die Rückreise nach Dessau anzutreten. Eine Stunde später erreichte sie ein Telegramm Königin Victorias, in welchem sie ihre Enkelin bat, zu ihr nach Großbritannien zu kommen. Als Marie Louise auf Cumberland Lodge eintraf, wurde ihr mitgeteilt, dass Herzog Friedrich die Ehe seines Sohnes auf dessen eigenen Wunsch aufgelöst hatte. Die Ehe wurde am 13. Dezember 1900 annulliert. Als Grund für die Annullierung wird vielfach Ariberts Homosexualität angegeben. Marie Louise kehrte nach diesen Ereignissen endgültig nach England zurück und nahm ihren Geburtsnamen an. Da sie das Ehegelübde als verbindlich ansah, heiratete sie nie wieder. Ihr Onkel, der spätere König Eduard VII., kommentierte die Situation seiner Nichte mit den Worten: „Ach, arme Louise, sie ist zurückgekehrt wie sie ging – als Jungfrau.“

## Weiterer Lebensweg
Ablenkung fand Marie Louise nach ihrer Scheidung in der Arbeit für zahlreiche gemeinnützige Organisationen und der Schirmherrschaft der Künste. Sie gründete den Girl’s Club in Bermondsey, welcher im Ersten Weltkrieg als britisches Lazarett diente und von ihr als solches umfunktioniert wurde. Daneben nahm sie aktiv Anteil an der Arbeit im Princess Christian Nursing Home, das sie seit ihrer Jugend unterstützte. Als Prinzessin und Mitglied des Königshauses nahm sie an allen offiziellen Terminen der königlichen Familie wie Beerdigungen, Prozessionen und Krönungen teil. Sie erlebte die Krönung vier britischer Monarchen mit, 1902 die ihres Onkels Eduard VII., 1911 von ihrem Cousin Georg V., die ihres Neffen zweiten Grades König Georg VI.1937 und 1953 die seiner Tochter Elisabeth II.

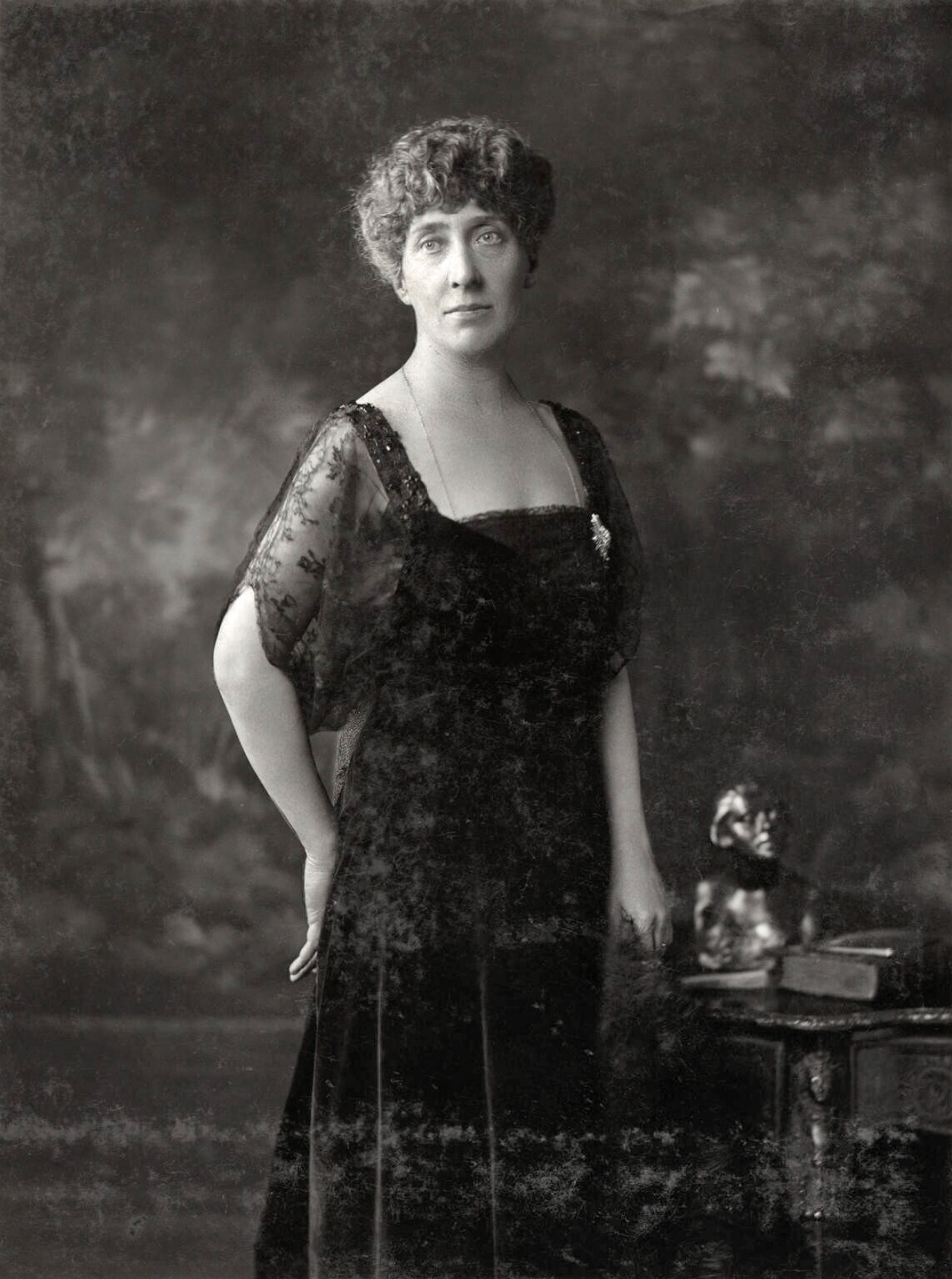
Prinzessin Marie Louise im Jahr 1920

Während Marie Louise nach ihrer Rückkehr nach England vorzugsweise in London lebte und dort ein Haus am Queensberry Place erwarb, zog sie während des Ersten Weltkrieges vorübergehend zu ihrer Tante Beatrice in den Kensington Palace. Nach dem Tod ihres Vaters im Oktober 1917 zog sie zu ihrer Schwester und ihrer Mutter und bewohnte mit ihnen abwechselnd Cumberland Lodge und Schomburg House. In die Amtszeit ihres Cousins König Georg V. (1910–1936)  fiel auch der Erste Weltkrieg. Wegen der damaligen Gegnerschaft des kaiserlichen Deutschen Reichs und Großbritanniens in diesem Krieg benannte er das Haus Sachsen-Coburg-Gotha wegen seines deutschen Namens am 17. Juli 1917 in Haus Windsor um. Da ihr Vater seinen deutschen Namen ablegte, erhielt sie den Titel Ihre Hoheit Prinzessin Marie Louise.
In der Zwischenkriegszeit war Marie Louise bestimmend an der Entwicklung des Queen Mary’s Dolls’ House beteiligt, einem von Edwin Lutyens entworfenem Miniaturhaus, in welchem Werke bekannter britischer Handwerker, Künstler und Autoren ausgestellt sind. Marie Louise betätigte sich ebenso als Musikerin, galt als ausgezeichnete Tänzerin und widmete sich in ihrer Freizeit mit Vorliebe der Linguistik und Aquarellmalerei.
Nach dem Zweiten Weltkrieg bezog Marie Louise mit ihrer Schwester Helena Victoria das Haus 10 Fitzmaurice Place am Berkley Square in London. Sie hatte ein überaus gutes Verhältnis zu König Georg VI. und dessen Familie. Im Laufe ihres Lebens hatte sie viele Länder bereist, unter anderem war sie Gast in den Vereinigten Staaten, Südamerika, Südafrika, Australien und Kanada. Im Alter von 80 Jahren unternahm sie ihren ersten Flug, als sie von London für einen dreiwöchigen Urlaub an den Genfersee flog. Marie Louise galt als unkonventionelles Mitglied der Königsfamilie, das Pomp und Aufsehen um seine Person vermied. Es wurde berichtet, wie sie als erstes Mitglied in der Öffentlichkeit rauchte. Darüber hinaus nahm sie öffentliche Verkehrsmittel wie Busse in Anspruch und tanzte mit einem Londoner Straßenhändler auf der Straße. 1956 veröffentlichte Marie Louise ihre Memoiren unter dem Titel My Memories of Six Reigns. Kurz nach dem Erscheinen des Buches starb Marie Louise in ihrem Londoner Haus im Alter von 84 Jahren am 8. Dezember 1956. Der Gedenkgottesdienst fand in der St George’s Chapel statt. Sie fand ihre letzte Ruhe neben ihrer Schwester und ihren Eltern auf dem Royal Burial Ground in Frogmore, Windsor.